# Сосна чорна (5 дерев)
Великобережецька сосна чорна (5 дерев) — ботанічна пам'ятка природи місцевого значення в Україні. Зростають поблизу села Хотівка Кременецького району Тернопільської області, у кв. 12, вид. 1 Кременецького лісництва Кременецького держлісгоспу, в межах лісового урочища «Тарнобір». 
Площа — 0,05 га. Оголошені об'єктом природно-заповідного фонду рішенням Тернопільської обласної ради № 90 від 25 квітня 1996 року. 
Під охороною — 5 плюсових дерев 1-го бонітету, віком близько 70 років та діаметром 34, 38, 40, 40, 42 см. Служать насінною базою для заготівлі живців і насіння. Одна з основних лісотвірних порід області.